# David Lee Garza & Los Musicales
David Lee Garza & Los Musicales son una banda estadounidense del Género Texano originaria de Round Rock, Texas, EE. UU. empezando su trayectoria en el año 1972, siendo fundada por la familia Garza conformada por Anthony "Tony" Garza y sus hijos David Lee Garza, Richard Garza y Adam Garza.
David Lee Garza & Los Musicales también son conocidos por ser un grupo de expertos desde el año 1972, ya que en sus filas han salido artistas solistas en la música texana como: Ram Herrera, Emilio Navaira, Jay Pérez, Marcos Orozco y Mark Ledesma.

## Biografía
David Lee Garza disfruta de un éxito enorme superestrella como músico, compositor y productor musical. Su estilo único de música es espontánea y rica tradición sensible en la música tejana, o de la industria tex-mex. 
El talento es sólo una fracción de su carácter y, sin embargo, su propio talento es inconmensurable. Sólo escucha a la finura y la dulzura de su acordeón entrega, y entenderás lo que implica matices. Este hombre se encuentra, junto con los grandes de la actualidad. Mezclar estos ingredientes junto con el fuerte sonido de gran alcance de un selecto grupo de músicos, y tienes los ingredientes de un artista calidad de estrella.
Al mismo tiempo, David Lee, produce y arregla. Mientras que cada miembro de la banda aporta a todos los niveles, de manera creativa, musical y subordinadamente , en cada paso del camino. Es el sonido tradicional de que Garza siempre ha sido capaz de deliver. Born en Poteet, una pequeña comunidad agrícola al sur de San Antonio, fue a través de la tradición que Garza se encuentran la música, el ingrediente clave que construyó su carrera firme como una roca en el circuito tejano. Fue firme resolución de su padre que conducen David Lee Garza y sus dos hermanos, Adán y Richard, de dominar su talento dado por Dios. "Tenía sólo 11 años de edad en el momento cuando empezó a tocar el acordeón", dice Tony, el padre de David, sonriendo con orgullo. 
En su tiempo libre, Garza y sus hermanos prestan su talento a muchos de los esfuerzos de caridad y de la comunidad, incluyendo una beca de David Lee Garza, Escuela inteligente Serie de Conciertos en Poteet High School, equipo competiciones cuerda Rodeo, y la participación en fondos de varios grupo de jóvenes entre los eventos de recaudación de others. Garza sigue siendo muy fuertemente arraigada en la comunidad tejana, trabajando con grupos cívicos y educativos. "Yo no pienso en mí como portavoz, como alguien que se preocupa por hacer una diferencia. Creo que cuando usted tiene algún éxito, le da esperanza a la gente que tienen la oportunidad, también". 
El año 1998 se convirtió en uno de los mejores años de la carrera de David, cuando el cruce se produjo mientras se mezclan el sonido de la música tejana y regional norteña. El sencillo Te Quiero, Te Amo, refleja la música de ambas culturas y crea un nuevo concepto en la industria de la música tejana y despierta a los gustos americanos mexicanos y mexicanas con un único nuevo sonido contemporáneo. También la canción "No Hay Mañana", cantada por bajo-sexto/guitarist-vocalist Billy O'Rourke se erige como la nueva vía para la música country y se convierte en la ruta de descubrimiento más grande para el ventilador tejano alternativa. 
Nadie Como Yo, primer disco de David Lee, con un nuevo sello Sony Discos es en realidad algo diferente y espera vender más que todos sus discos anteriores, David cuenta con un selecto grupo de polkas instrumentales solicitados por los oyentes fieles, algo que él llama Strawberry Jam, que hizo una recopilación de estas melodías lunares para cumplir con sus fieles seguidores que siempre solicitar estos clásicos, mientras que en la gira. Los Musicales grabaron su segundo disco para Sony Discos, "20/20". 
El nuevo CD se compone de una variedad de estilos musicales, mezclando el "Clásico Musicales de sonido" mezclado con las voces nuevas de Joey Martínez y los sonidos contemporáneos de la música tejana de hoy. La banda acaba de grabar su álbum actual con Sony Discos titulado Estamos Unidos. David Lee Garza y Los Musicales quiere seguir manteniendo su fuerte tradición tejana va con cada grabación que producen para los fanáticos de sus acérrimos.

## Sencillos
| 1972 | "Cuatro Caminos"                          | Cuatro Caminos             | 11 | -  | -  | -  | - | - | - | - | - | -  | -  |
| 1972 | " Diosito me la mando                     | Cuatro Caminos             | 3  | 38 | -  | -  | - | - | - | - | - | -  | -  |
| 1973 | " La LLama del Amor                       | Cuatro Caminos             | 1  | -  | -  | -  | - | - | - | - | - | -  | -  |
| 1974 | Necesito Tu Amor                          | Todavía no me muero        | 4  | 64 | -  | -  | - | - | - | - | - | -  | -  |
| 1974 | " Mujer De La Calle                       | Todavía no me muero        | 3  | 40 | -  | -  | - | - | - | - | - | -  | -  |
| 1975 | " Todavía no me muero                     | Todavía no me muero        | 5  | 98 | -  | -  | - | - | - | - | - | -  | -  |
| 1975 | " No Tengo Corazón                        | Todavía no me muero        | 6  | -  | -  | -  | - | - | - | - | - | -  | -  |
| 1976 | "Especialmente Para Ti"                   | Especialmente Para Ti      | 1  | -  | -  | -  | - | - | - | - | - | -  | 22 |
| 1976 | " El Tejano Enamorado                     | Especialmente Para Ti      | 3  | -  | -  | -  | - | - | - | - | - | -  | -  |
| 1978 | "Las Canciones Que Te Canto"              | Las Canciones Que Te Canto | 1  | -  | -  | -  | - | - | - | - | - | -  | 18 |
| 1978 | " Por Confiar en tu Cariño                | Las Canciones Que Te Canto | 2  | -  | -  | -  | - | - | - | - | - | -  | -  |
| 1979 | " Un Trompiezo                            | Las Canciones Que Te Canto | 8  | -  | -  | -  | - | - | - | - | - | -  | -  |
| 1980 | "Cuantas Veces"                           | Cuantas Veces              | 5  | -  | -  | -  | - | - | - | - | - | -  | -  |
| 1980 | " Poteet Medley                           | Cuantas Veces              | 1  | -  | 2  | 1  | - | - | - | - | - | -  | -  |
| 1982 | "La Bamba"                                | Totally Yours              | 5  | -  | -  | -  | - | - | - | - | - | -  | -  |
| 1984 | "Sonambulo"                               | Award Winning              | 5  | -  | -  | -  | - | - | - | - | - | -  | -  |
| 1984 | " Corazón                                 | Award Winning              | 2  | -  | 4  | -  | - | - | - | - | - | -  | -  |
| 1984 | " Angel Baby                              | Award Winning              | 2  | -  | 4  | 15 | - | - | - | - | - | -  | 17 |
| 1985 | " Cuando Escuches Este Vals               | Award Winning              | 1  | -  | 1  | 12 | - | - | - | - | - | -  | 15 |
| 1985 | " Te Vi Por Primera Vez                   | Award Winning              | 4  | -  | 14 | -  | - | - | - | - | - | -  | -  |
| 1986 | " Que Mala Sangre Tienes                  | Dejame Quererte            | 6  | -  | 12 | 3  | - | - | - | - | - | -  | -  |
| 1986 | " Siempre Vivirás en Mi                   | Dejame Quererte            | 5  | -  | 17 | -  | - | - | - | - | - | -  | -  |
| 1988 | " Me Quieres Y Te Quiero Tu y Yo          | Tour 88                    | 1  | -  | 8  | 12 | - | - | - | - | - | -  | -  |
| 1988 | " Grito Prisionero                        | Tour 88                    | 1  | -  | 12 | 11 | - | - | - | - | - | -  | -  |
| 1989 | " Quiero Verte Alla en el Cielo           | My Album                   | 1  | -  | 8  | 1  | - | - | - | - | - | -  | -  |
| 1989 | " Strawberry Medley                       | My Album                   | 1  | -  | 10 | 1  | - | - | - | - | - | -  | -  |
| 1990 | " No Puedo Decir                          | El Que Más Te ha Querido   | 2  | -  | 10 | 14 | - | - | - | - | - | -  | -  |
| 1990 | " Ojo de Vidrio                           | El Que Más Te ha Querido   | 4  | -  | 17 | 21 | - | - | - | - | - | -  | -  |
| 1991 | " Amor de Madrugada                       | Con El Tiempo              | 3  | -  | 8  | 13 | - | - | - | - | - | -  | -  |
| 1991 | " Con el Tiempo                           | Con El Tiempo              | 2  | -  | 10 | 14 | - | - | - | - | - | -  | -  |
| 1992 | " Paloma Sin Nidal                        | 1392                       | 2  | -  | 8  | 24 | - | - | - | - | - | -  | -  |
| 1992 | " Hasta Cuando                            | 1392                       | 3  | -  | 10 | 10 | - | - | - | - | - | -  | -  |
| 1993 | " Amor de Madrugada                       | Con El Tiempo              | 1  | -  | 8  | 8  | - | - | - | - | - | -  | -  |
| 1993 | " Con el Tiempo                           | Con El Tiempo              | 7  | -  | -  | 10 | - | - | - | - | - | -  | -  |
| 1994 | " Una Noche Mas                           | Ya Me Canse                | 2  | -  | 7  | 7  | - | - | - | - | - | -  | -  |
| 1995 | " Tonta                                   | Algo Diferente             | 2  | -  | -  | 4  | - | - | - | - | - | -  | -  |
| 1996 | " Amores Sin Igual                        | Tejano Clas                | 2  | 8  | 16 | 3  | - | - | - | - | - | 15 | 13 |
| 1996 | " Mi Pequeño Lucero                       | Tejano Clas                | 1  | 1  | 3  | 1  | - | - | - | - | - | 1  | 1  |
| 1998 | " Tonto Enamorado                         | Tour 98                    | 1  | 2  | 5  | 6  | - | - | - | - | - | -  | -  |
| 1998 | " Te Quiero, Te Amo                       | Tour 98                    | 2  | 3  | 7  | 4  | - | - | - | - | - | -  | -  |
| 1999 | " Me Vuelvo a Enamorar                    | Nadie Como Yo              | 1  | 1  | 3  | 2  | - | - | - | - | - | 2  | 4  |
| 1999 | " Cosa Rica                               | Nadie Como Yo              | 1  | 2  | 9  | 18 | - | - | - | - | - | 2  | 5  |
| 2000 | " Alguien como tú                         | 20-20                      | 4  | 10 | 8  | 19 | - | - | - | - | - | -  | -  |
| 2002 | " De que Te Quejas Mi Amor                | Estamos Unidos             | 2  | 2  | 9  | 3  | - | - | - | - | - | -  | -  |
| 2002 | " Llevame Contigo                         | Estamos Unidos             | 5  | 3  | 9  | 9  | - | - | - | - | - | -  | -  |
| 2003 | " Chiquilina                              | Estamos Unidos             | 5  | -  | 10 | 20 | - | - | - | - | - | -  | -  |
| 2004 | " No Puedo Estar Sin Ti                   | Solo Contigo               | 2  | -  | 10 | 13 | - | - | - | - | - | -  | -  |
| 2004 | " Cuanto Daria                            | Solo Contigo               | -  | -  | 18 | 19 | - | - | - | - | - | -  | -  |
| 2006 | " Especialmente Para Ti                   | Live Vol. 1                | 2  | -  | 8  | 13 | - | - | - | - | - | -  | -  |
| 2006 | " Cuatro Caminos                          | Live Vol. 1                | 6  | -  | 18 | 24 | - | - | - | - | - | -  | -  |
| 2007 | " Sonambulo Feat. Emilio Navaira          | Live Vol. 2                | 1  | -  | 6  | 7  | - | - | - | - | - | -  | -  |
| 2007 | " Vivo Enamorado De Ti Feat. Mark Ledesma | Live Vol. 2                | 5  | -  | 10 | 12 | - | - | - | - | - | -  | -  |
| 2009 | " Si Todo Esta Bien                       | Aquí Estaré                | 2  | -  | 10 | 13 | - | - | - | - | - | -  | -  |
| 2010 | " Lindo Regalo                            | Aquí Estaré                | 7  | -  | 8  | 10 | - | - | - | - | - | -  | -  |
| 2010 | " Mi Mujer                                | Aquí Estaré                | 2  | -  | 10 | 11 | - | - | - | - | - | -  | -  |

## Miembros de la banda
Miembros actuales:
- David Lee Garza, Acordeón y Segunda Voz
- Richard Garza, Bajo
- Adam Garza, Batería
- John Cruz, Guitarra Eléctrica
- William "Billy" O´Rourke, Bajo Sexto y Voces
- Óscar Montemayor, Sax y Voces
- Danny Fernández, Teclado
- Juaquin Cura, Primera Voz

Miembros antiguos:
- Anthony "Tony" Garza, Fundador
- Juan P. Moreno
- Ramiro "Ram" Herrera
- Emilio Navaira
- Óscar Sánchez González "Oscar G"
- Jay Pérez
- Marcos Orozco
- Joey Martínez
- Mark Ledesma
- Ben Ozuna